# Cecilio Lastra
Cecilio Lastra (* 12. August 1951 in Santander, Spanien) ist ein ehemaliger spanischer Boxer im Federgewicht. 

## Profi
Am 20. Dezember 1975 gab er mit einem einstimmigen Punktsieg über sechs Runden gegen seinen Landsmann Juan Barros erfolgreich sein Profidebüt. Im September 1977 wurde er Weltmeister der WBA, als er Rafael Ortega durch geteilte Punktrichterentscheidung bezwang. Allerdings verlor er den Gürtel bereits in seiner ersten Titelverteidigung am 15. April im darauffolgenden Jahr an Eusebio Pedroza durch technischen K. o. in Runde 13. 
Im Jahre 1983 beendete er seine Karriere.